# Fontaine-Française
Fontaine-Française ist eine französische Gemeinde mit 888 Einwohnern (Stand: 1. Januar 2022) im Département Côte-d’Or in der Region Bourgogne-Franche-Comté. Sie gehört zum Arrondissement Dijon und zum Kanton Saint-Apollinaire.

## Geographie
Fontaine-Française liegt etwa 27 Kilometer nordöstlich von Dijon. 
Nachbargemeinden von Fontaine-Française sind Sacquenay im Nordwesten und Norden, Chaume im Norden, Saint-Maurice-sur-Vingeanne im Norden und Nordosten, Montigny-Mornay-Villeneuve-sur-Vingeanne im Nordosten, Pouilly-sur-Vingeanne im Osten, Saint-Seine-sur-Vingeanne im Osten und Südosten, Attricourt im Südosten, Licey-sur-Vingeanne und Fontenelle im Süden, Bourberain im Südwesten und Westen sowie Chazeuil im Westen und Nordwesten.

## Bevölkerungsentwicklung
| Jahr                       | 1962 | 1968 | 1975 | 1982 | 1990 | 1999 | 2006 | 2013 | 2019 |
| Einwohner                  | 731  | 658  | 816  | 857  | 798  | 916  | 951  | 909  | 886  |
| Quellen: Cassini und INSEE |      |      |      |      |      |      |      |      |      |

## Sehenswürdigkeiten
- Schloss Fontaine-Française, 1754 bis 1758 erbaut, seit 1945 Monument historique
- Kirche Saint-Sulpice
- Burgkapelle
- Mühle von Fontaine-Française aus dem 17. Jahrhundert

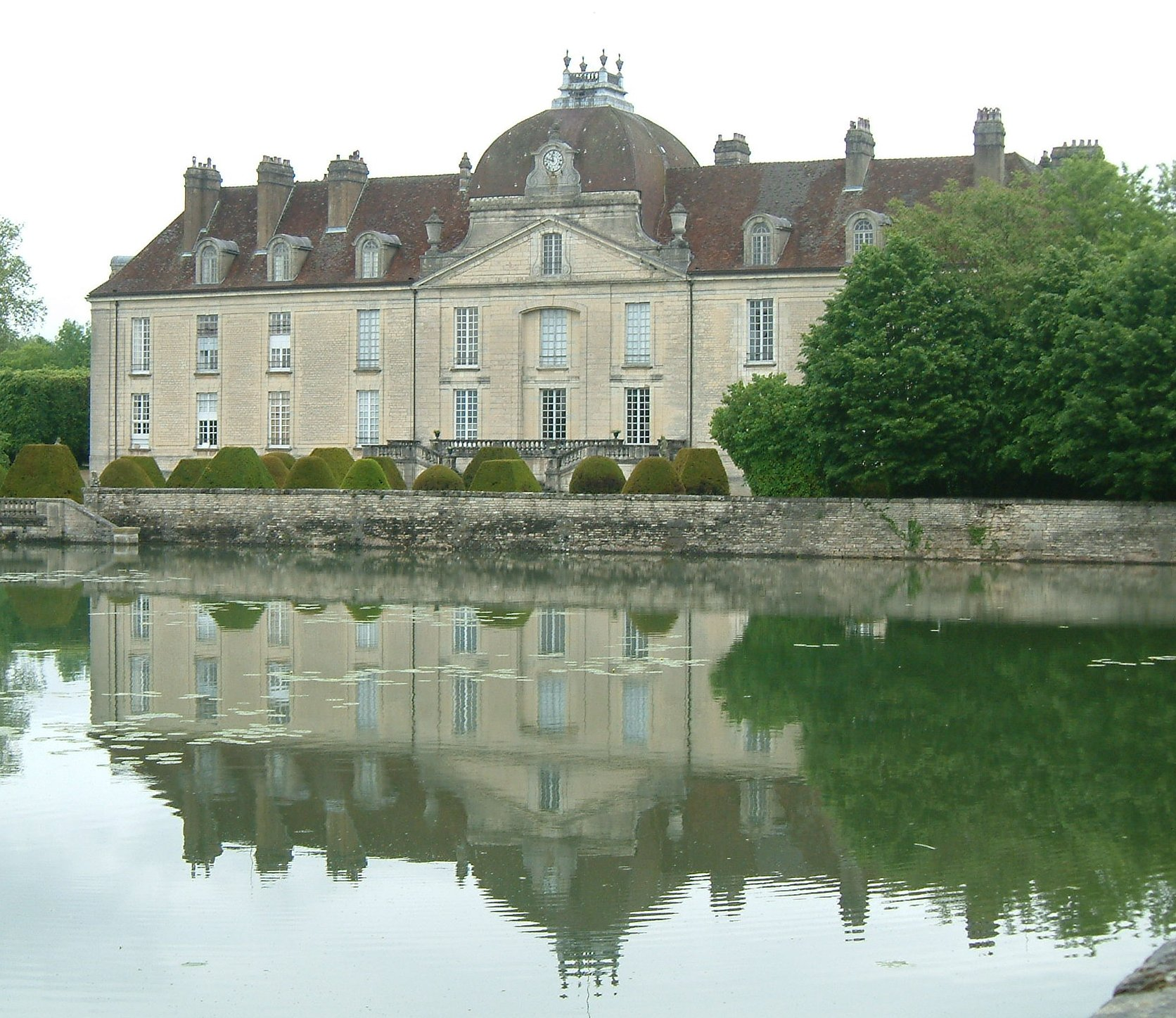
Schloss Fontaine-Française